# 罗森海姆—萨尔茨堡铁路
罗森海姆－萨尔茨堡铁路（德語：Bahnstrecke Rosenheim–Salzburg）是由德国巴伐利亚州至奥地利萨尔茨堡州之间的一条电气化复线铁路，全长88.6公里。它是一条国际运输通道，连接了罗森海姆及萨尔茨堡。在德国铁路的行车大纲中，该线路被标识为951号（KBS 951），而弗赖拉辛－萨尔费尔登区间则在奥地利铁路行车大纲被标识为200号。

## 历史

### 规划
对于兴建罗森海姆－萨尔茨堡铁路的首个计划早在1828年9月便已提出。弗里德里希·李斯特在当时建议，作为巴伐利亚铁路网络的干线铁路，应有一条主线从班贝格经纽伦堡、奥格斯堡和梅明根至林道，另一条主线从基青根经纽伦堡及奥格斯堡至慕尼黑，以及第三条主线从金茨堡经奥格斯堡及慕尼黑通往奥地利。而宫廷银行家西蒙·冯·艾希塔尔也在1835年呼吁兴建从慕尼黑－萨尔茨堡的铁路。艾希塔尔于1836年1月5日开始了铁路建造的初步研究。巴伐利亚政府的使者则在1836年4月7日将铁路的设计规划呈交奥地利政府。但由于艾希塔尔未能筹措所需的资金，该规划直至1838年才得以落实。

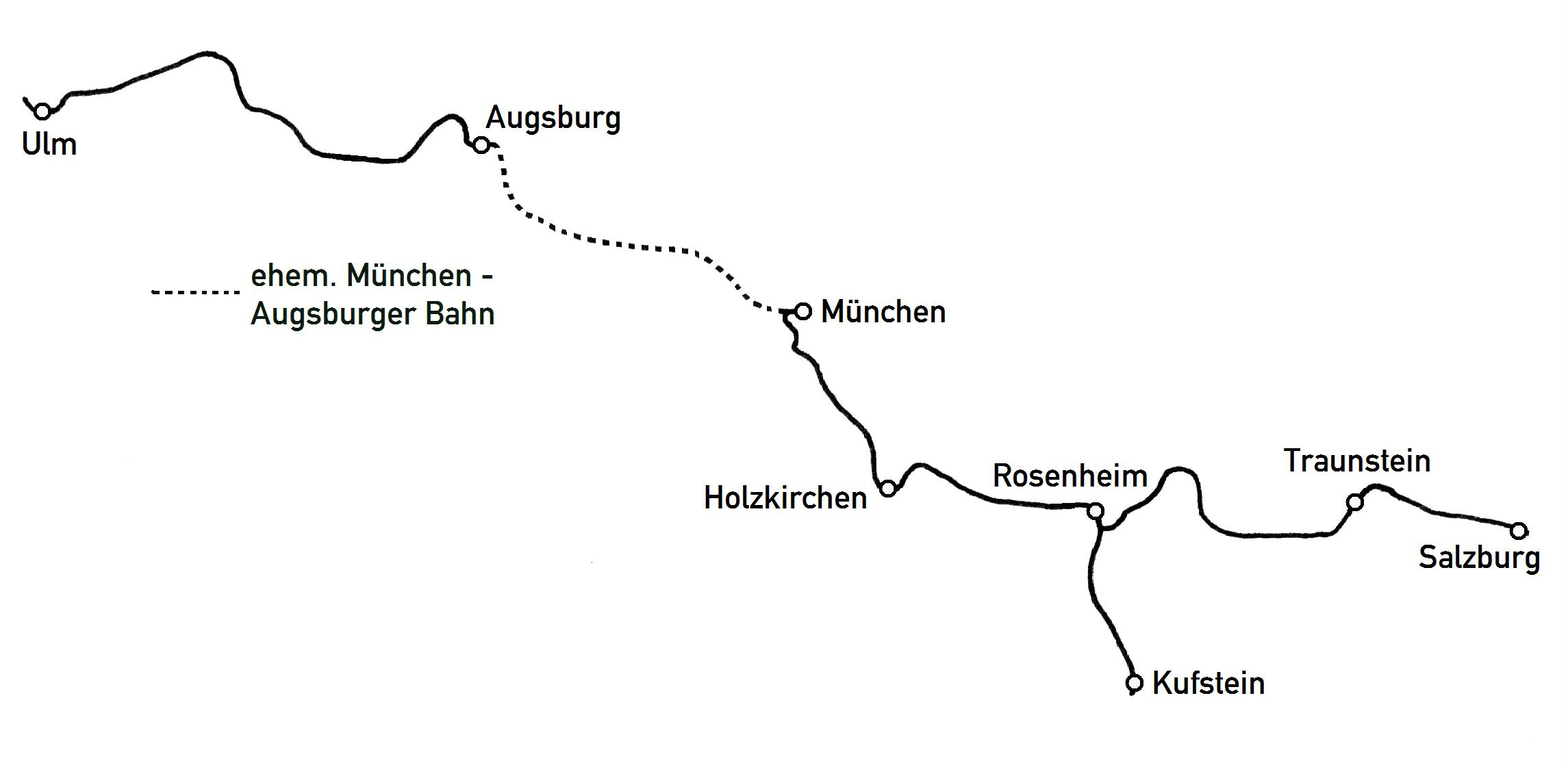
巴伐利亚马克西米利安铁路的走向

1838年，与奥地利方面的谈判再度重启。它在萨尔茨堡州境内最初计划的是兴建一条联络线，与规划中的维也纳至的里雅斯特铁路通道相接。但是由于奥地利对该项目的兴趣不大，因此在随后的几年中未能得以实施。而巴伐利亚方面在此期间则爆发了一次重大的金融危机，以至于国王路德维希一世在1842年1月6日发表声明称，在路德维希南北铁路竣工以前，将不会开展往奥地利方向的铁路建设。至1843年3月25日，相关规划才最终被纳入巴伐利亚马克西米利安铁路的建设范围内。与奥地利的进一步谈判也在1844年10月24日获得路德维希一世批准。为此，皇家铁路建设委员会总裁弗里德里希·奥古斯特·冯·保利专门奔赴维也纳展开磋商，但奥地利方面仍然只愿提供有限的资金支持。于是在约瑟夫·安东·冯·马法伊于1848年9月10日提交的新规划中，明确了线路的建设及运营应交由私营铁路公司执行。在1849年上半年，以下的线路走向得到确定：慕尼黑－格隆－巴特艾布灵－罗森海姆－基姆湖畔普林－基姆湖畔贝尔瑙－贝根－弗赖拉辛－萨尔茨堡。在1849年8月，该规划被提交至即将成立的慕尼黑－罗森海姆－萨尔茨堡铁路协会（München-Rosenheim-Salzburger-Eisenbahn-Verein）执行。建设总成本为1,100万古尔登，所有费用将通过6万名协会成员募集。该协会于1850年3月9日被批准成立。但线路走向将由当局重新规划，以尽可能减少争议。新的线路仅是将经由格隆改为经由霍尔茨基兴，以便于将米斯巴赫周边的煤炭资源进行更好的连接。
1851年6月21日，巴伐利亚与奥地利正式签订一项国家协定。双方在协定中同意，由巴伐利亚方负责在1858年3月1日前建成一条从慕尼黑至萨尔茨堡边境的铁路和一条从罗森海姆至蒂罗尔州边界的一条铁路；作为回报，奥地利则应在1856年3月1日前建成一条从库夫施泰因至因斯布鲁克的铁路，以及在1858年3月1日前建成从萨尔茨堡连接至维也纳－的里雅斯特铁路干线的联络线（萨尔茨堡－穆爾河畔布魯克）。由于线路的建设成本持续上涨，政府不得不在1852年初开始承担部分费用。国家将负责协会2%的利息担保。而与此同时，人们对于协会是否能在协定所要求日期前完工仍持普遍怀疑态度。为此巴伐利亚国务卿弗赖赫尔·冯·普夫罗德滕（Freiherr von Pfrodten）呼吁出台一条法令，以使铁路线继续由政府出资建造并成为国有铁路。最终，巴伐利亚政府于1852年5月7日决定以国家资金继续建造。随后，奥地利政府于1854年5月宣布，由于线路的地形困难，萨尔茨堡－布鲁克路段无法按协定的通车日期完工。于是巴伐利亚提出希望承揽所有的建设工程。但由于奥地利在1854年遭遇了经济危机，因此签署新协定的谈判变得非常难以开展。建设铁路的资金在此期间被挪作了其他用途。直至1856年4月21日，一份新的协定才完成签署。萨尔茨堡－布鲁克路段的建设工期则因此被延长了五年。此时，它已被纳入罗森海姆－萨尔茨堡铁路总值941,2985万古尔登的建设预算当中。

### 建设

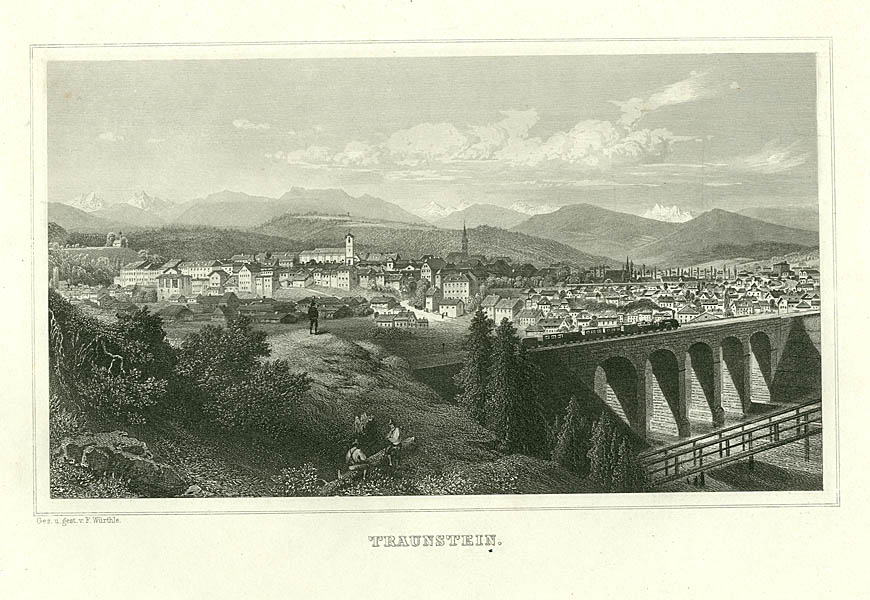
特劳恩施泰因：展示铁路桥的明信片

1851年9月1日，线路的建设工程在慕尼黑附近的大黑瑟洛厄桥展开。与此同时，其它路段建设所需的土地均已完成征收。皇家铁路建设委员会在1852年接管了工程，它由总裁弗里德里希·奥古斯特·冯·保利主导。爱德华多·吕贝尔成为该铁路的建筑师，约翰·格奥尔格·贝乌舍尔（则担任总工程师。慕尼黑－萨尔茨堡路段由新成立的皇家铁路建设部（Königliche Eisenbahnbausektionen）继续建设，并负责组织及落实施工工程。罗森海姆至特劳恩施泰因之间的路段于1852年建成，随后在1853年，基姆湖畔普林至弗赖拉辛之间的路段也告竣工。这条铁路线共分为26个合同标段，至1854年5月，除慕尼黑至大黑瑟洛厄路段外，所有的建设工作都被搁置。随后，慕尼黑至大黑瑟洛厄路段于1854年6月24日投入运营。直至1856年4月21日，当新的协定签署后，其余路段的施工才得以恢复。至1856年10月31日，大黑瑟洛厄至罗森海姆路段竣工，之后罗森海姆至库夫施泰因路段也于1858年8月5日落成。
建设工作及建筑设备在1858年初以前均集中在罗森海姆至库夫施泰因路段，因为该路段必须赶在协定时间内及时完成。此后，进一步的路段在格拉本施泰特至泰森多夫之间被打通。在基姆湖及锡姆斯湖周边路段的建设工程则进展缓慢。由于铁路路堤一再坍塌，堤道最终不得不使用木质框架进行支撑。此外在法亨多夫的施工现场，还挖掘出了一处古罗马人的定居点。1860年6月26日，罗森海姆－特劳恩施泰因区间率先进行了线路调试，并在同年5月7日正式通车。特劳恩施泰因－萨尔茨堡区间则在1860年7月16日进行调试、8月1日通车。1860年8月12日，在巴伐利亚国王马克西米利安二世和奥地利皇帝弗朗茨·约瑟夫一世的见证下，整条铁路线宣布通车。为此，庆祝活动共持续了3天之久。
铁路的建设费用总计为10,204,649古尔登，其中的8,073,432古尔登用于兴建铁路路基及道砟，568,301用作车站建筑以及另外522,642用作监督和管理。这些费用均是按照巴伐利亚的平均成本计算。

### 复线改造

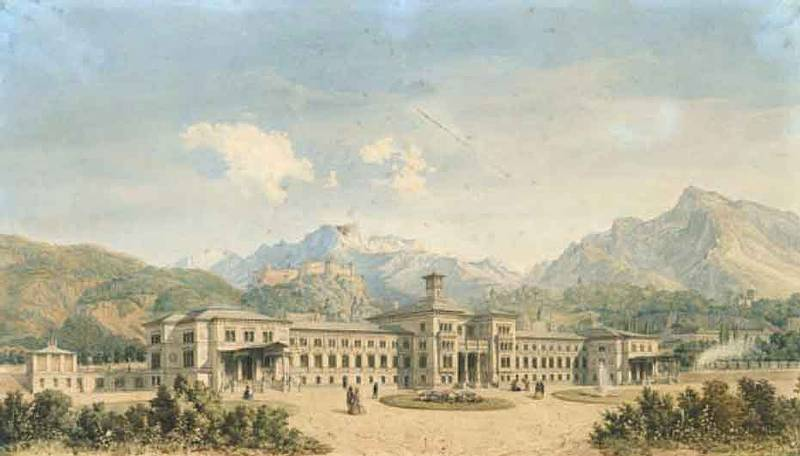
1870年的萨尔茨堡总站

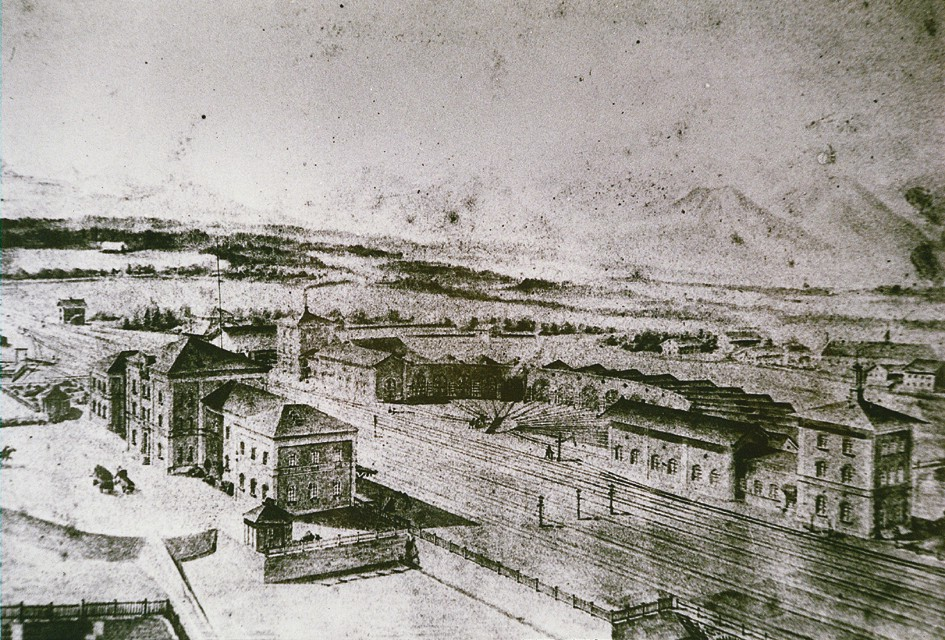
原罗森海姆车站及车辆段

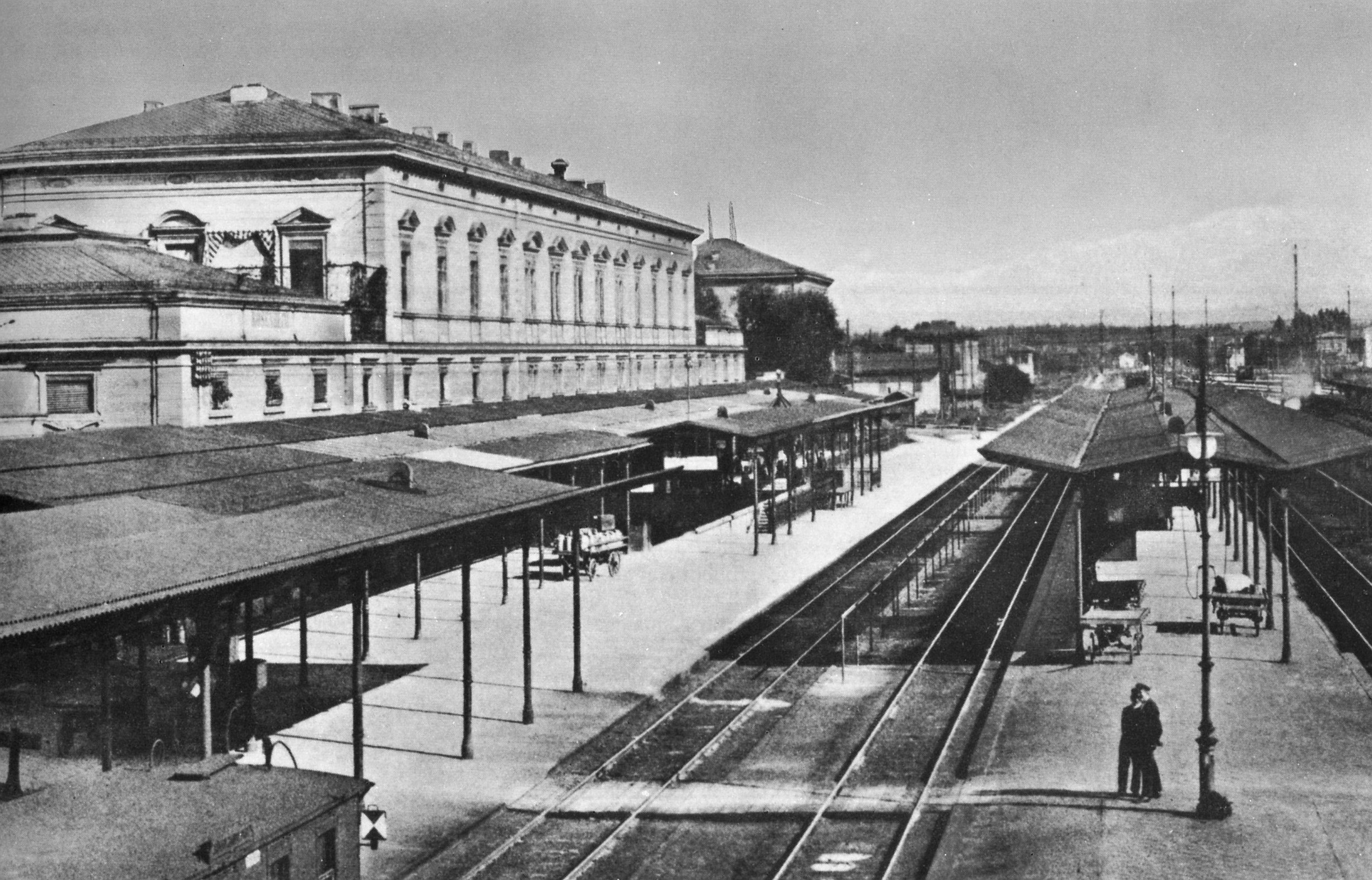
新罗森海姆车站于1905年

在1866年出现了由弗赖拉辛通往巴特赖兴哈尔方向的支线铁路。1871年6月1日，由慕尼黑－米尔多夫－林茨的铁路也建成通车。从这时起，所有前往维也纳的运输均经由这条线路运行，因其里程最短。1871年10月15日，由慕尼黑－格拉芬－罗森海姆的铁路线被打通，新线路可比原走向节省约10公里的里程，同时由于坡度显著降低，牵引机车可以无需补机辅助。随着罗森海姆的交通流量不断上升，其火车站被迫改址扩建。新车站是在1876年4月19日开始运营。
铁路客运及货运在19世纪80年代迎来了一大波热潮。为了令乘客及货物可以持续通过铁路出行，巴伐利亚政府决定将其境内的铁路干线均扩建为复线铁路。该线路在1890年已日均开行有26对列车服务，其中6对为快速列车等级。因此相关的政策在1891年12月29日出台，以使慕尼黑－格拉芬－罗森海姆－弗赖拉辛边境的铁路线以及罗森海姆－库夫施泰因边境的铁路线进行复线改造。这是根据对未来几年的运量增长趋势进行计算的。罗森海姆－弗赖拉辛的路段共分为9个合同标段，其中罗森海姆至施特凡斯基兴区间自1893年起开始施工，整个路段则自1894年起全面动工。罗森海姆至巴特恩多夫的第二条轨道于1894年8月1日投入运营。巴特恩多夫至基姆湖畔普林的复线则在1894年除夕竣工。1895年10月1日，基姆湖畔普林至特劳恩施泰因的第二条轨道通车，紧接着是11月29日落成的特劳恩施泰因至弗赖拉辛区间。由于萨尔茨堡苛刻的地形条件，由弗赖拉辛至萨尔茨堡的复线轨道直至1889年才建成通车。罗森海姆至弗赖拉辛边境的扩建总费用为411.55万黄金马克。此外在1892年，设于基姆湖畔普林、巴特恩多夫、于伯塞、贝根和劳特的车站均进行了改造。线路的平均行车速度为90公里/小时。由于在随后的几年，列车数量会随着复线改造继续增长，因此至1900年，该线路在双向日均已各有38班列车运行。自1897年起，东方快车也改为经由罗森海姆－萨尔茨堡铁路运行，而此前它是经由米尔多夫和因河畔辛巴赫运行的。

### 一战及电气化
在第一次世界大战期间，线路的定期客运班次显著下降，因此当战事开始后，其双向每日仅开行有4班客运列车。但该线路仍然是军方前往奥地利以及通往巴尔干半岛方向的重要通道，对于军事运输拥有重大意义。
在1921年，霍尔茨基兴－罗森海姆、罗森海姆－库夫施泰因以及罗森海姆－弗赖拉辛路段开始进行电气化规划。当规划于1923年完成后，德意志国铁路却因缺乏资金而无法继续推进。但新的德意志国铁路公司在1924年成立时，对干线铁路进行电气化改造已被纳入重要地位。因此这时慕尼黑－罗森海姆铁路、罗森海姆－库夫施泰因铁路和罗森海姆－萨尔茨堡铁路的电气化工程得以重新规划。1927年4月12日，慕尼黑－罗森海姆铁路已全线通电，罗森海姆－库夫施泰因铁路也于同年7月15日通电。但直至1927年8月，罗森海姆－萨尔茨堡铁路的电气化工程才得以启动。1928年3月21日，罗森海姆至特劳恩施泰因区间的接触网完成架设。1928年4月19日，特劳恩施泰因至弗赖拉辛区间的接触网也投入运营。其所需的电流部分来自瓦尔森湖发电厂。罗森海姆则在1928年5月3日建立了一座变电站，它通过一个110千伏的输电线路接入瓦尔森湖发电厂。在特劳恩施泰因同样设有一座变电站，它是通过进一步的输电线路与罗森海姆变电站相连。

### 二战及重建

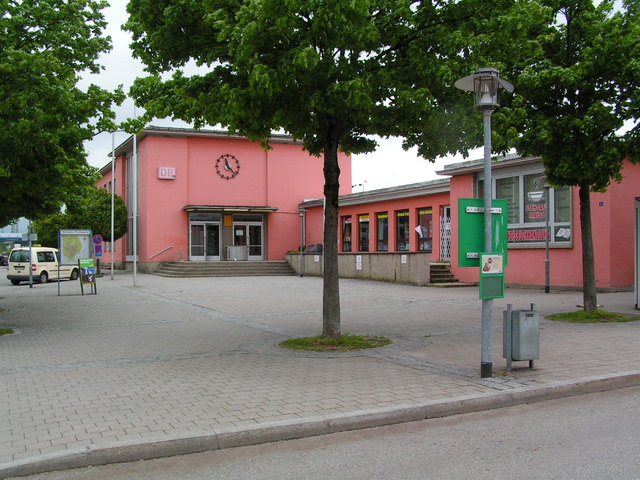
战后重建的弗赖拉辛车站

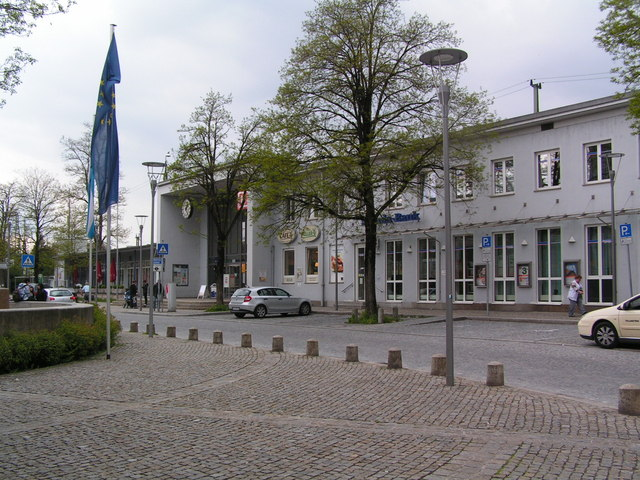
同为战后重建的特劳恩施泰因车站

随着第二次世界大战的爆发，客运班次再度显著下降，该铁路线主要被用做军事用途。在1944年10月16日至1945年5月1日期间，萨尔茨堡多次成为炸弹袭击的目标，其火车站也被摧毁。罗森海姆车站在1945年4月18日至20日被多枚炸弹摧毁，站房已无法再继续经营。在4月18日及25日，有100人在对特劳恩施泰因的袭击中死亡，车站范围几乎被完全夷平。另有70人则在4月25日对弗赖拉辛的空袭中遇难，车站大楼及一些相邻的建筑均被摧毁。特劳恩施泰因在1945年5月2日开行了一班运送犹太人囚犯的列车，后者在被送往一处森林后全数遭到枪决。在随后的几天，特劳恩施泰因周边再有大量的桥梁被炸。爆炸迫使特劳恩施泰因的守军投降，并交出城市的守备权。萨尔茨堡也在5月4日和平移交政权。在战事于1945年5月完全结束后，线路的大部分路段仅具备单线运行的能力。其中包括在罗森海姆车站、在于伯塞－特劳恩施泰因－劳特区间、在泰森多夫车站、在弗赖拉辛车站以及在弗赖拉辛－萨尔茨堡区间均只能以单线通行。1945年5月18日，美国军队的首班列车再度上线运行，该铁路成为了一条重要的军事补给线。至1949年，线路的最高行车速度只能达到85公里/小时。
在二战期间被轰炸摧毁的罗森海姆、特劳恩施泰因及弗赖拉辛站房被先以木质结构的建筑替代，在罗森海姆仅存的一小部分原站房建筑则继续与新建的木质站房共同使用。1952年，一座新的车站建筑在特劳恩施泰因车站落成。罗森海姆及弗赖拉辛的新站房则在1954年开放。这些建筑均采用相同的风格，并彼此类似。受到战争破坏的铁路线直到1950年代中期才完成清理，从此得以恢复正常运营。

### 现代化

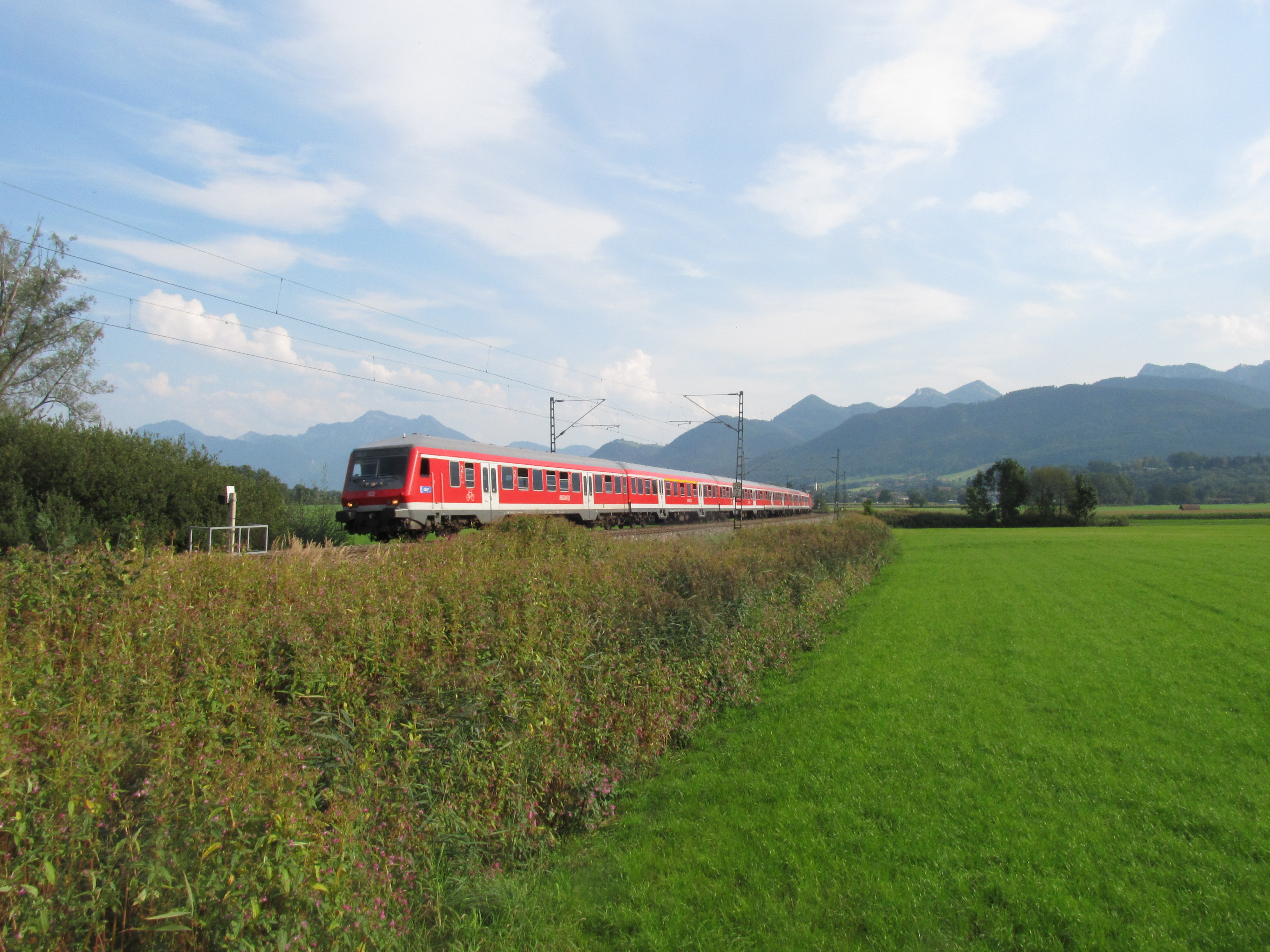
行驶于基姆湖畔贝尔瑙附近的一列区域快车

在20世纪60年代，整条线路进行了信号控制系统的重建。1963年，弗赖拉辛至萨尔茨堡路段已经建立了一个自动闭塞区间。此外，普林及巴特恩多夫车站也在同年获得了一座中继信号所。至1964年6月28日，这两座车站之间斥资23.3万德国马克构建的自动闭塞系统投入运营，这使得原本的里姆斯廷车站已不再需要。在1969年7月14日和随后的几天里，特劳恩施泰因的中继信号所、于伯塞至特劳恩施泰因之间的自动闭塞系统以及特劳恩施泰因至泰森多夫之间的自动闭塞系统均相继投入使用。这样可以使得在贝根和劳特车站节省209.2万德国马克的办客费用。1978年12月11日，在泰森斯多夫至弗赖拉辛之间建成了一个集中式自动闭塞系统以及一座SpDrS60型中继信号所。普林及于伯塞之间的自动闭塞系统在1980年7月1日投入使用。在此背景下，贝根站被停办客运。兰德尔至罗森海姆弯道之间的自动闭塞系统是随后者一同在1982年1月21日投入运作。兰德尔至巴特恩多夫之间的自动闭塞系统于1985年11月26日开通。在罗森海姆至巴特恩多夫之间的整个改造工程共计花费470万德国马克。在2003年11月19日至23日，罗森海姆的电子信号所开始投入运作，它同时还负责控制罗森海姆－萨尔茨堡铁路的巴特恩多夫至普林区间，并自2005年3月2日起与慕尼黑的电子信号所相连。

### 线路扩建
最近几年，弗赖拉辛至萨尔茨堡之间的路段正在进行大规模的扩建工程，因此萨尔察赫桥被重建，并增加为三线。两座邻近城市之间的两条既有线之间将获得一条新的轨道路基，并将加入第三条轨道，以确保作为S-Bahn开行每小时1班服务的必要通行能力。作为在“萨尔茨堡[[:塔克斯哈姆}|塔克斯哈姆}]]欧洲公园”区间新设立的首批4个停车点已于2006年6月开放，慕伦及埃格尔霍夫（Aiglhof）停车点也于2009年12月通车。而利弗灵停车点则在2013年12月投入定期运营。
2013年2月，德国铁路股份公司与联邦交通运输部签署了一份融资协议，以对弗赖拉辛至奥地利边境之间的路段进行三线扩建。建设工程将耗费5,000万欧元，其中欧盟将提供850万欧元的援助资金。

## 走向

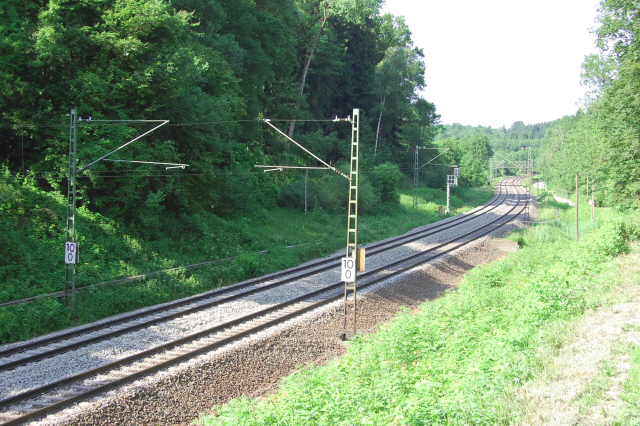
因岑汉姆附近的线路

罗森海姆－萨尔茨堡铁路在离开罗森海姆后会首先在东北方向跨越因河。在原兰德尔停车点则有分岔连接至过去通往弗拉斯多夫的支线铁路。如今这条支线只能通往罗尔多夫，并只在当地的一座水泥厂提供货运服务。线路随后沿着辛姆斯湖畔陡峭的坡道向上伸展，来到巴特恩多夫车站。那里有道岔与通往奥宾格的铁路相连，后者已在1996年被德国铁路废弃，但自2006年7月1日起又被辟为观光铁路而再度开放。线路随后的走向是沿基姆湖西侧抵达基姆湖畔普林。在普林可与两条线路相接：一方面是通往普林-斯托克（Prien-Stock）港口的米轨基姆湖铁路，另一方面则是通往基姆湖阿绍的基姆高铁路。在此之后，线路来到贝尔瑙车站，再继续向东延伸。在随后的于伯塞车站，还有一条已废弃的铁路通往马夸特施泰因。离开于伯塞后，线路会跨越大阿赫河，随之进入一个10‰的坡道抵达贝根车站。

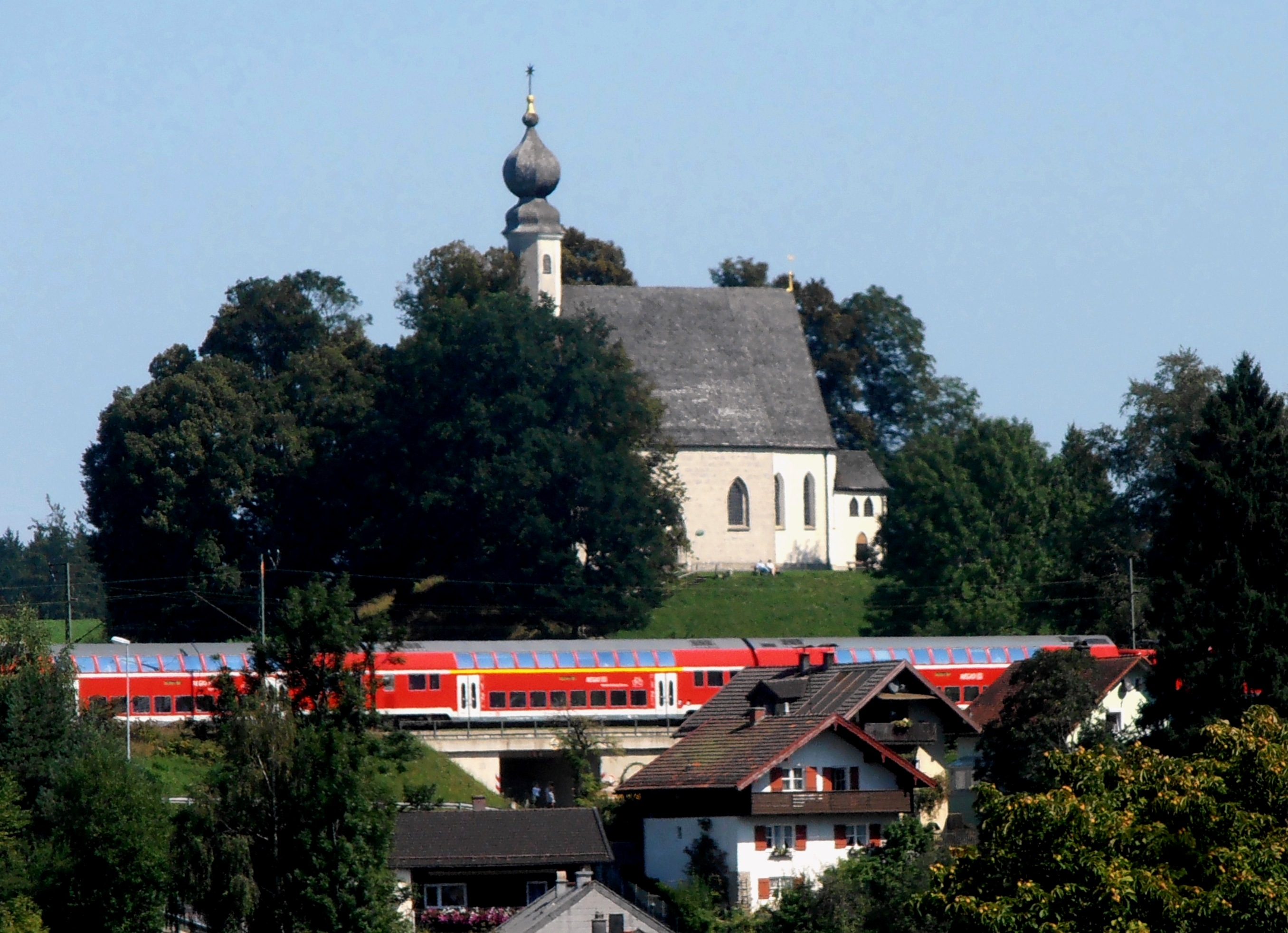
埃滕多夫教堂

下一座车站是特劳恩施泰因。在特劳恩施泰因会有数条铁路线与本线交汇。车站本身连接的是特劳恩施泰因－鲁波尔丁铁路和特劳恩施泰因－加尔兴铁路。特劳恩施泰因以东则设有支线通往滨湖瓦京。从特劳恩施泰因出发，线路会延展出一座桥跨越特劳恩河；继续往弗赖拉辛方向将经过一段陡峭的下坡路段。而在离开特劳恩施泰因车站后不久，于左侧则会见到著名的埃滕多夫教堂。在弗赖拉辛有道岔与米尔多夫－弗赖拉辛铁路（KBS 953）和弗赖拉辛－贝希特斯加登铁路相连。在弗赖拉辛郊区跨越薩拉赫河后，线路进入奥地利国境。位于瓦尔斯-锡岑海姆的车站是一座货运站，并设有专用线通往一个工业区内的大型层压纸板工厂和施瓦岑贝格军营。最后，线路在穿越萨尔茨堡南部的城区塔克斯哈姆、马克斯格兰、慕伦以及北部的利弗灵后，最终抵达萨尔茨堡中央车站。

## 运营

### 历史

#### 二战前的交通发展

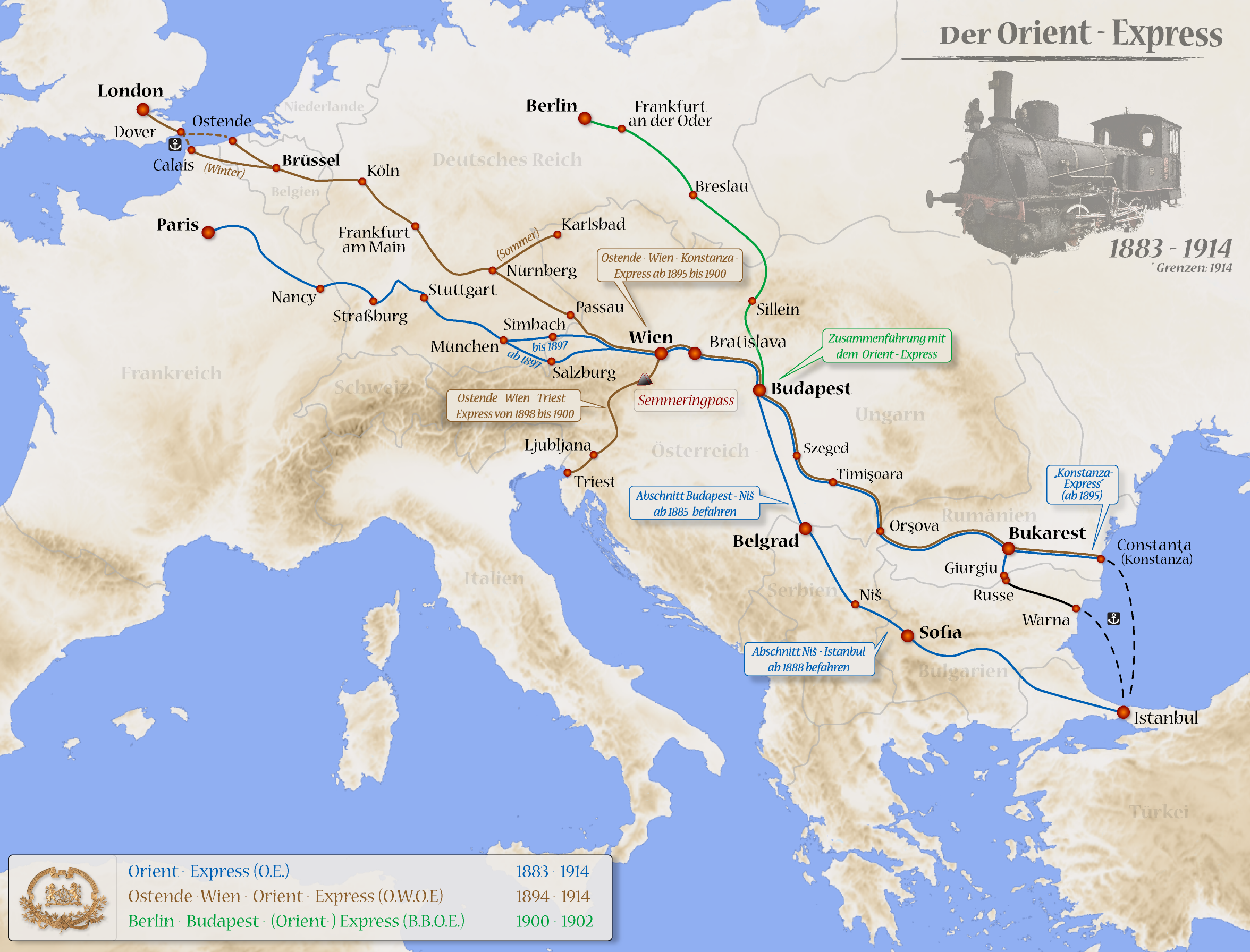
东方快车的运行线路

在1860年，罗森海姆－特劳恩施泰因之间每日经营有1对邮政列车及2对货运列车服务，同时所有列车都被批准用于开办客运服务。自1860年8月15日起，还开行有1对运行需四小时、由慕尼黑往返于萨尔茨堡的快速列车（S11/12次）以及另一对邮政列车作为补充。自1860年10月6日起，则另外开行有1对由凯尔－维也纳的快速列车。短途列车的数量在接下来的几年中没有发生变化，但往维也纳方向却增加了更多的货运列车班次。在1869年，该线路已经每日运营有8对列车服务，其中包括2对快速列车、2对邮政/客运列车以及4对货运列车（2对兼办客运）。在1872年，其中一对快速列车被转移至慕尼黑－米尔多夫－林茨的线路运行。另外1对则继续经由罗森海姆－萨尔茨堡运行，但该服务仅限于夏季，因此这条线路在冬季并无长途列车通行。与此同时，一部分货运列车也被转移至慕尼黑－米尔多夫－林茨的线路。至1873年的列车运行图中，这条线路只剩6列车服务运营，其中包括1对快速列车、2对邮政列车以及3对兼办客运的货运列车。直至1881年起，该线路才再度开行有全年运行的快速列车班次。在1882年的列车运行图中，夜间列车服务也被重新转移回罗森海姆－萨尔茨堡铁路运行，因为此时萨尔茨堡附近的萨尔茨卡默古特已具有非常高的旅游意义，而游客大多搭乘火车前往。1883年，东方快车正式开通，但它最初是经由米尔多夫和因河畔辛巴赫运行，因为通过那条线路将可获得更快的行车时间前往东方，这比萨尔茨堡的旅游意义更为重要。
在1895年，罗森海姆－萨尔茨堡铁路每日共有4对快速列车运行，其中1对是由慕尼黑经罗森海姆前往巴特赖兴哈尔。此外，线路还同时开办有4对货运列车，其中的2对仅在必要时作为牲畜列车运行。线路在1897年开行的客运列车总数为6对。自1897年5月1日起，原经由米尔多夫和因河畔辛巴赫运行的东方快车正式改为经由罗森海姆－萨尔茨堡铁路运行。在1900年，该线路每日运行有38对列车，其中包括12对快速列车、14对通勤列车、1对兼办客运的货运列车以及11对货运列车。此外东方快车也于同年取消了在罗森海姆的停站。作为新的竞争线路，巴伐利亚的陶恩铁路于1908年12月1日建成通车，但这并没有使罗森海姆－萨尔茨堡铁路的经营班次减少。快速列车在这一时期还加挂有的大量的联运车厢分别通往维也纳、贝希特斯加登、的里雅斯特和波尔查诺等地。线路的最高行车速度为95公里/小时。

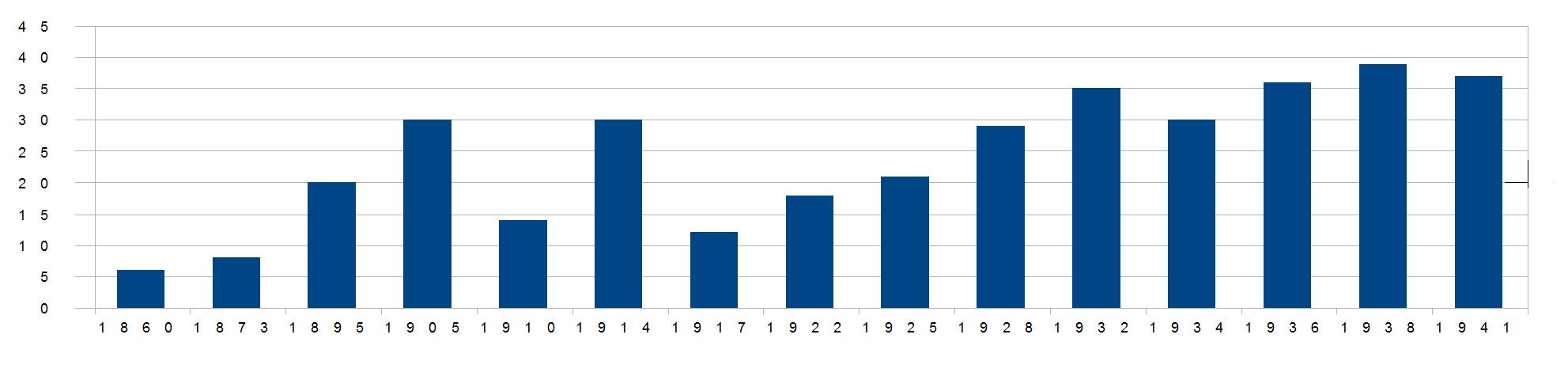
二战前的列车数量变化

在第一次世界大战于1914年8月1日爆发后，通勤及快速列车由于受到军事列车开行的影响而受到严重制约。在1915年，线路仅剩4对快速及普快列车维持运行。而在1916年，原自战前停运的东方快车已被新开行的巴尔干列车所取代。新列车由4节车厢组成：2节由斯特拉斯堡至贝尔格莱德的卧铺车厢、1节由慕尼黑至维也纳的进餐车厢以及1节由慕尼黑至君士坦丁堡的卧铺车厢。在1917年和1918年，线路仅剩巴尔干列车和另一班快速列车（D19/60次）仍维持运行，其中快速列车于1917年还加挂有联运车厢通往巴特赖兴哈尔，至1918年则取消了这项措施。1918年10月15日，由于缺乏煤炭和车底，巴尔干列车也宣告停运。在短途客运方面，该线路于罗森海姆－弗赖拉辛和罗森海姆－普林区间开行有2班通勤列车及2班兼办客运的货运列车。至1921年，东方快车恢复开行。在接下来的几年中，快速列车的数量得到大幅提升。从慕尼黑至贝希特斯加登的快速列车（D17/20次）于1923年开办。从慕尼黑至耶塞尼采的快速列车（D19/18次）则自1927年的运行图调整起不在慕尼黑－萨尔茨堡之间经停。同年在该线路运行的货运服务班次也达到11对：包括1对弗赖拉辛至萨尔茨堡的区间货运列车、1对罗森海姆至萨尔茨堡的区间货运列车、1对弗赖拉辛至萨尔茨堡的直通货运列车、5对慕尼黑至萨尔茨堡的直通货运列车、1对乌尔姆至萨尔茨堡的直通货运列车、1对慕尼黑至特劳恩施泰因的牲畜列车以及1对慕尼黑至萨尔茨堡的普快货运列车。
在第二次世界大战爆发前，德意志国铁路于1939年8月22日停办了大量的快速列车及国际豪华列车服务。而在战事开始后，该线路的电气化运营于1939年9月1日结束。所有列车均依靠蒸汽机车牵引，因为当局担心发电厂设施会遭到敌人破坏。但由于发电厂实际上并没有遭到袭击，电气化运营随后在1939年9月22日得到恢复。在第二次世界大战期间，有大量的军事部队及装备均经由这条铁路被发送往东线战场。1943年6月1日，一座新的利弗灵车站在萨尔茨堡至弗赖拉辛区间建成，以方便参加国事访问的外国要员前往上盐山。在1941年，线路上仅剩11对快速列车维持服务，其中1对为前线休假快速列车（Schnellzüge für Fronturlauber, SFR）。另有1对在特里尔－林茨间开行德意志国防军列车。在1944年和1945年，线路上仍有7对长途列车继续服务，其中包括3对前线休假快速列车和4对快速列车。前线休假快速列车的运行区间分别为慕尼黑至波尔斯特劳、慕尼黑至维也纳以及慕尼黑至林茨。4对快速列车的运行区间则分别为梅斯至维也纳、慕尼黑至克拉根福和斯特拉斯堡至维也纳。梅斯至维也纳的快速列车在慕尼黑－萨尔茨堡区间以2小时40分的行车时间成为了该路段运行最快的列车。1944年11月，有更多的快速列车及通勤列车在慕尼黑－萨尔茨堡区间被停运。自1945年1月起，由于快速列车不可以在超过75公里的路程中运行，因此停运列车进一步增多。

#### 1960年以前的长途运输发展
直至1945年9月，私人旅行的范围被允许扩大至100公里内，因此在1945年12月1日，出现了战后的第一份行车大纲。列车运行图中包含了3对在慕尼黑至弗赖拉辛间开行和1对在特劳恩施泰因至弗赖拉辛间开行的通勤列车。长途列车最初仅允许个人在某些受限的路段中使用。在1945年及1946年，共开行有以下班次的长途服务：1对编组包含美国陆军车厢（DmW94/93次）的直通列车，在法兰克福东站至萨尔茨堡开行并经停弗赖拉辛，这对列车自1946年4月起使用DUS630/629次的车次。另一对快速列车是由慕尼黑经萨尔茨堡前往维也纳弗朗茨·约瑟夫车站，该班次作为纯粹的军事列车，仅在慕尼黑至弗赖拉辛区间对公众开放，并自1946年4月起使用DUS640/639次的车次。在1946年，豪华列车L5/6次开行，它在巴黎至林茨间担当每周三次的运营任务，但未被批准在德国境内办客。自1947年起，它开始以东方快车的名义延长至维也纳，并改为每日开行。至1948年，东方快车被延长至布加勒斯特始发及终到。1946年4月，由慕尼黑至贝希特斯加登的普快列车服务被引入，它于1947年被改为快速列车。至1949年，由慕尼黑至贝希特斯加登的普快列车又重新开行。自1949年起，列车在该线路的最高速度得以再度恢复100公里/小时。1948年12月6日，东方快车取消了在弗赖拉辛的停站。1949年还有更多的列车被开行：包括慕尼黑－萨尔茨堡的Dt17/128次、慕尼黑－贝希特斯加登的DUS716/808次和Dt15/14次。快速动车组（Schnelltriebwagen，简称Dt）服务主要使用ET25型电力动车组担当，其最高速度可达120公里/小时，因此在慕尼黑至弗赖拉辛之间的行车时间只需1小时45分钟。此外，在D19次列车编组中还会加挂一节联运车厢，可通抵的里雅斯特和威尼斯。1950年，DUS的列车类别被撤销，原类别均被快速动车组所取代。在1955年，已有7对快速动车组在该线路中运行。这些列车均由慕尼黑往返于萨尔茨堡或贝希特斯加登。其中慕尼黑开往萨尔茨堡的Dt17次列车也是当时德国联邦铁路运行速度最快的动车组之一，运行全程仅需1小时50分钟。自1957年的冬季运行图调整起，动车组的运营模式又被替换为机车车辆模式。

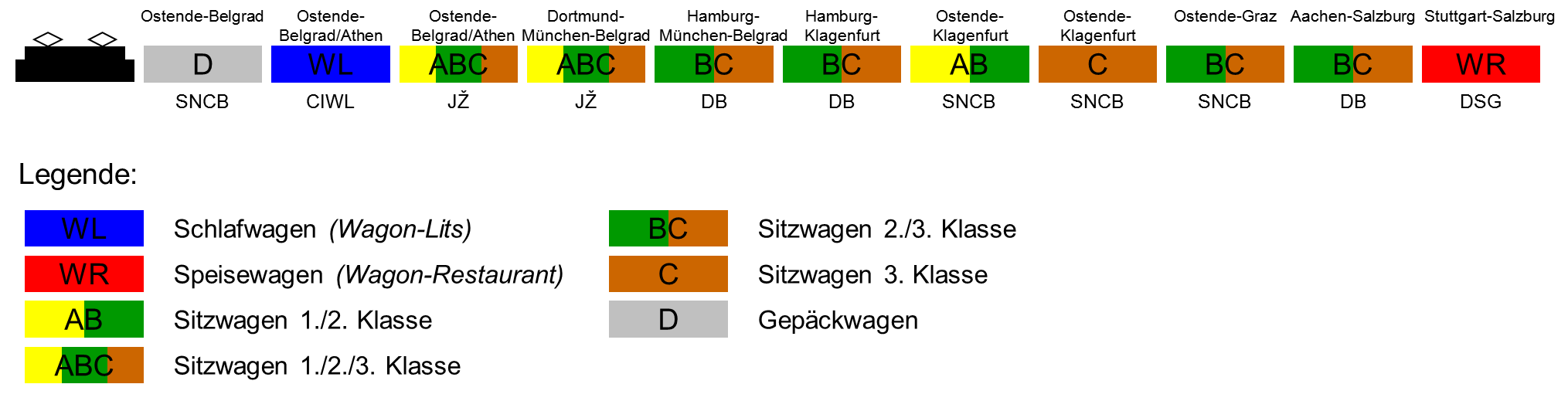
陶恩快车于1952年在慕尼黑至萨尔茨堡间的编组

在1951年，陶恩快车（F153/154次）正式开行。在其编组中加挂有前往下列目的地的联运车厢：汉堡－克拉根福、奥斯滕德－克拉根福、慕尼黑－的里雅斯特、慕尼黑－威尼斯、多特蒙德－贝尔格莱德以及奥斯滕德－贝尔格莱德。而东方快车（F5/6次）的运行区间则缩短为巴黎至维也纳，但设有每周三班的联运车厢继续通往布加勒斯特。由乌尔姆－慕尼黑－萨尔茨堡的D113/112次列车于1952年被引入。在1953年，还有一个作为陶恩快车的加班列车在荷兰角港及格拉茨之间建立，它被称为奥地利快车（Austria-Express）。陶恩快车也在同年将运行区间缩短为奥斯滕德至贝尔格莱德，并只加挂一节前往雅典的联运车厢。仅在夏季运行的D290/289次列车被称为亚得里亚快车（Adria-Express），它服务于格罗森布罗德至威尼斯、安科纳和斯普利特之间。这班列车在罗森海姆－萨尔茨堡铁路中经停普林、特劳恩施泰因和弗赖拉辛三站。由于亚得里亚快车经常超员，这也促成了克恩顿快车（Kärnten-Express，D454/453次）在1954年的开行，后者由奥斯滕德往返于克拉根福之间。南斯拉夫快车（Jugoslavia-Express）则是在1955年被引入，它运行于阿姆斯特丹至贝尔格莱德之间。同年，亚得里亚快车开始加挂由格罗森布罗德前往伊斯坦布尔和雅典的联运车厢，这些车厢每周三班前往伊斯坦布尔，前往雅典则为每周四班。在亚得里亚快车的加挂服务结束后，联运车厢又于1957年被附挂在陶恩快车的编组之中。此外，在1954年还开行有科隆至格拉茨的施泰尔马克快车（Steiermark-Express），但在冬季，使用蓝色闪电列车担当的这班列车仅在慕尼黑至格拉茨间运行。1955年，它在夏季被延长至奥斯滕德始发及终到，并自1956年起全年在慕尼黑至格拉茨间运行。作为替代，奥斯滕德至里耶卡间则开行了达尔马提亚快车（Dalmatia-Express，D652/653次）。
1951年还在科隆－贝希特斯加登间开行了仅夏季运行的D170/169次列车。其中D170次在1953年变更为D364次，改由多特蒙德经埃森、杜塞尔多夫、科隆、法兰克福至慕尼黑。至1955年，反向服务也改为多特蒙德终到，车次使用D365次。由汉堡往返于萨尔茨堡之间的一对夜间列车也在1955年开行。1956年，这两班列车会将后者加挂的科隆及汉诺威至贝希特斯加登联运车厢合并运行。1957年，施泰尔马克快车也与该列车合并运行。从此，施泰尔马克快车的运行线路从汉堡前往格拉茨，并加挂有从科隆及汉诺威至贝希特斯加登的联运车厢。至1959年5月，施泰尔马克快车停运。
1954年，莫扎特号列车（F39/40次）开行，它往返于斯特拉斯堡至萨尔茨堡之间，并只提供二等席别。1956年，莫扎特号变为全列一等席别。它加挂有一节由萨尔茨堡至维也纳的联运车厢，并从慕尼黑开始与新开行的D38次列车（慕尼黑－维也纳）合并运行。D38次列车是当时这条线路中速度最快的列车，在慕尼黑至萨尔茨堡间的行车时间仅需1小时43分钟。由法兰克福至萨尔茨堡的D527/528次列车在1958年开行，它在冬季会作为Dt43/44次韦尔特湖号列车（Wörthersee）执行慕尼黑至克拉根福的运行任务，并使用4130型电力动车组担当。1959年，该列车在夏季也被延长至克拉根福始发及终到。由于开办的国际列车日愈增多，当局于1956年6月1日决定将边境管制转移至列车上进行。这项决定降低了在罗森海姆－弗赖拉辛路段后继续行驶的列车延误时间。

#### 1960年以前的短途运输发展
自1945年12月1日起，有1对慕尼黑至萨尔茨堡、1对特劳恩施泰因至弗赖拉辛和3对弗赖拉辛至萨尔茨堡的通勤列车在这条线路中运行。在1949年，辛姆斯湖停车点被重新启用。1950年共有8对短途服务在慕尼黑－弗赖拉辛的线路上运行，其中有1对列车仅在罗森海姆－特劳恩施泰因区间运行，1对仅在特劳恩施泰因－弗赖拉辛区间运行。通勤列车的全程运行时间约为3个半小时。此外，还有2对普快列车在慕尼黑至贝希特斯加登间运行。在1952年则仍然存在有仅在夏季的周日开行的1对游览列车，它由库夫施泰因前往普林。1955年开行了由罗森海姆至基姆高阿绍的Pto1823次列车，它使用VT95型轨道巴士担当。慕尼黑至弗赖拉辛之间的列车则主要由两轴的客运车厢和四轴的行李车厢组成，部分还会加挂肉类或鱼类联运车厢。普快列车在1954年执行新的运行图，它将原慕尼黑－弗赖拉辛的运行区间改为慕尼黑－萨尔茨堡。在随后的几年中，短途列车的供应量得到了极大的加强。

#### 1991年以前的长途运输发展
1962年，陶恩快车被缩短至奥斯滕德－克拉根福区间运行，而慕尼黑－克拉根福的列车甚至仅在夏季开行。作为应对措施，奥地利快车被延长至雅典，克恩顿快车也被延长至克拉根福。1964年，奥地利快车的延长区间被撤销，此时它仅至克拉根福始发及终到。直至一年以后，陶恩快车的部分运行区间才得以恢复，它被延长至萨格勒布，并且全年运行。此外，它在1967年还被进一步延长至斯普利特。而在慕尼黑－萨尔茨堡/菲拉赫间运行的D41次列车则获得了一节发往雅典的卧铺车厢。1962年，南斯拉夫快车中前往雅典的卧铺车厢被撤销，列车此时每日执行由多特蒙德至伊斯坦布尔的服务。至1965年，该列车仅在慕尼黑至贝尔格莱德间运行，其余路段则被新投入运营的希腊快车和伊斯坦布尔快车所取代。同年还有1班为缓和陶恩快车运力而开行的加班列车，但仅在周末执行。1963年，莫扎特号重新开行，执行由斯特拉斯堡至萨尔茨堡的服务，直至1964年，列车才实现了原本规划中由巴黎－维也纳的直通联系。
为了应对前往希腊和南斯拉夫的外籍劳工客流，罗森海姆－萨尔茨堡铁路在1963年插入了1对新的列车班次。这便是由多特蒙德至雅典的D456/455次希腊快车。该列车仅在夏季及圣诞节期间运行，因为大多数外籍劳工都会在这些时候返乡。自1965年起，希腊快车实现全年运行。亚得里亚快车自1964年起作为对向列车仅在周末开行。在1969年，亚得里亚快车则成为了人车同行列车。由慕尼黑经索菲亚至伊斯坦布尔的伊斯坦布尔快车也在1965年开行。另一班陶恩东方号列车（Tauern-Orient,D102/103次）是在1966年开行，从而使慕尼黑－雅典的D41/46次列车缩短运行区间，仅提供慕尼黑－克拉根福的服务。1962年还有1对D1042/1043次列车被引入，它由多特蒙德前往贝希特斯加登。自1963年起，该列车不再于冬季运行，并被命名为好运号（Glückauf）。此外在1965年，还开行有1对新的D84/83次国王湖号列车（Königsee），由汉堡前往贝希特斯加登。1968年，D241/242次列车与D204/503次列车合组为一个新的D404/403次列车，在多特蒙德－克拉根福间运行。自1967年起，希腊快车及伊斯坦布尔快车在抵达尼什之前均采取合并运行。随着外籍劳工运量的再次增长，列车运行图又在1970年进行了再次调整。此时伊斯坦布尔快车已被延长至斯图加特，至1971年又被进一步延长至法兰克福。在随后的几年间，几乎所有列车都更换了车次，因为德国联邦铁路及奥地利联邦铁路统一了车次命名规则。1968年增加了一对新的列车——雅典卫城号，它由慕尼黑前往雅典，并以约32小时的行车时间成为慕尼黑至雅典间运行速度最快的列车。但在1971年，其行车时间再次延长。同年新增的另一对列车是奥帕蒂亚快车（Opatija-Express），它由慕尼黑前往斯普利特，并加挂有联运车厢分别前往多特蒙德和普洛切。1969年，该列车被改称为里耶卡快车（Rijeka-Express）。
1969年，玫瑰骑士号列车（Rosenkavalier，Dt360/361次）被引入，它由奥地利联邦铁路的4010型电力动车组担当。在1969年夏天，通过将全欧快车蓝龙胆号延伸至克拉根福，罗森海姆－萨尔茨堡铁路被融入了全欧快车网络。在冬季，它会作为长途快速列车继续前往滨湖采尔。蓝龙胆号使得慕尼黑至萨尔茨堡间的行车时间仅需91分钟。在1970年，列车的运行线路再度进行调整，此时它将作为TEE80/81次由汉堡前往克拉根福，冬季有时仅至萨尔茨堡终到，并解编部分车厢作为TEE480/481次进一步前往滨湖采尔。列车的编组会在罗森海姆合并，但解编列车在夏季仅可作为长途快速列车运行，因为这部分编组并不设餐车。自1972年起，列车取消罗森海姆停站，其合编及解编工作被转移至慕尼黑进行。解编列车的运营至1973年完全中止。快速列车韦尔特湖号自1969年起开始全年在慕尼黑至克拉根福之间运行，自1971年起则在冬季延长至法兰克福。1971年在该线路加入了一对新的D297/296次列车，由斯图加特开往萨格勒布。此外，这班列车还加挂有一节联运车厢前往里耶卡。同年新增的另一班列车是莫斯塔尔快车（Mostar-Express，D419/418次），由斯图加特前往普洛切。但这班列车在一年之后便告停运，为此D297/296次列车被延长至普洛切，并接任了莫斯塔尔快车的名称。
在1972年，罗森海姆－萨尔茨堡铁路共运行有以下长途列车班次：
| 列车名称                  | 运行线路                      |
| ------------------------- | ----------------------------- |
| 东方快车                  | 巴黎－布加勒斯特              |
| 好运号                    | 多特蒙德－贝希特斯加登        |
|                           | 卡尔斯鲁厄－维也纳            |
|                           | 汉堡－萨尔茨堡                |
|                           | 多特蒙德－克拉根福            |
|                           | 慕尼黑－萨尔茨堡/菲拉赫       |
| 韦尔特湖号                | 法兰克福－克拉根福            |
|                           | 慕尼黑－萨尔茨堡              |
|                           | 慕尼黑－贝希特斯加登/萨尔茨堡 |
| 莫扎特号                  | 巴黎－维也纳                  |
| 玫瑰骑士号                | 慕尼黑－维也纳                |
| 蓝龙胆号                  | 汉堡－克拉根福                |
| 达尔马提亚快车/里耶卡快车 | 奥斯滕德－里耶卡              |
|                           | 汉堡－贝希特斯加登            |
| 克恩顿快车                | 汉堡－克拉根福                |
| 奥地利快车                | 荷兰角港－克拉根福            |
| 陶恩快车                  | 奥斯滕德－斯普利特            |
| 陶恩快车加班车            | 奥斯滕德－萨尔茨堡            |
| 莫斯塔尔快车              | 慕尼黑－普洛切                |
| 南斯拉夫快车              | 慕尼黑－贝尔格莱德            |
| 雅典卫城号                | 慕尼黑－雅典                  |
| 达尔马提亚快车            | 慕尼黑－斯普利特              |
| 陶恩东方号                | 慕尼黑－伊斯坦布尔            |
| 亚得里亚快车              | 慕尼黑－里耶卡                |
| 伊斯坦布尔快车            | 慕尼黑－伊斯坦布尔            |
| 希腊快车                  | 多特蒙德－雅典                |

在1973年的夏季运行图中，开行了D1163/1162次列车。它由巴黎前往维也纳，旨在作为东方快车的加班列车。这班列车仅在夏季运行，并取代了原有的玫瑰骑士号列车。玫瑰骑士号则只在冬季提供服务。在1973年，虽然罗森海姆－萨尔茨堡铁路仍然作为国际长途运输的重要转弯点，但旅客人数已开始下跌，因为人们此时更青睐于搭乘飞机或私家车前往旅游目的地而非铁路。此外，随着对外籍劳工的招募在1973年11月停止，外籍劳工的客流量也明显减少。因此列车运行图都没有发生太大变化，直至1976年。在1976年，里耶卡快车失去了其名称，由于列车运行线路的缩短，它此时仅提供奥斯滕德至菲拉赫之间的服务。自1976年起，这班列车仅在周六开行，自1983年起则改为经由库夫施泰因运行。南斯拉夫快车在1976年取消了冬季服务，达尔马提亚快车在1977年以后也不再提供冬季服务。此外，列车也失去了其名称，并得到了新的车次1415/1414次，后更于1984年停运。1979年，陶恩东方号前往雅典的编组停运，使得列车此时仅剩伊斯坦布尔快车的名称。自1982年起，伊斯坦布尔快车在冬季始终会与希腊快车合并运行，因此它们又共同获得了一个新的名称——伊斯坦布尔-希腊快车。德国联邦铁路自1976年起撤销了夏季的所有加班列车，在1983年则几乎已不再有加班列车出现。自1977年起，玫瑰骑士号改由1010型电力机车牵引的客车车厢担当。而在1977年新开行的帕拉塞尔苏斯号列车（Paracelsus）则由4010型电力动车组担当。这对列车由慕尼黑开往克拉根福，但也设有一些联运车厢前往维也纳等地。
在德国全国列车运行图的转变中，引入了全新的城际列车网络。此时城际列车2号线会有两对城际列车班次行经罗森海姆－萨尔茨堡铁路。全欧快车蓝龙胆号被替换为多特蒙德－克拉根福的IC121/120次列车。此外还开行了斯图加特－贝希特斯加登IC511/510次基姆高号列车（Chiemgau）。快速动车组列车帕拉塞尔苏斯号则在这项转变被撤销。IC511/510次列车的运行目的地很快就被改变为在萨尔茨堡始发及终到。此外D781次列车仅通过联运车厢前往贝希特斯加登，列车本身则继续前往萨尔茨堡。在1983年，有4对新设立用于旅游目的的长途特快列车会行经罗森海姆－萨尔茨堡铁路。其中FD211/210次由多特蒙德前往克拉根福，被命名为韦尔特湖号；FD265/264次由巴黎前往维也纳，被命名为莫扎特号；FD723/722次由多特蒙德前往贝希特斯加登，被命名为贝希特斯加登人号（Berchtesgadener）；FD781/780次由汉堡前往贝希特斯加登，被命名为国王湖号。长途特快列车国王湖号成为了在这条铁路上运行的最成功的列车，因为在这班列车上总是在对各种服务设施，例如儿童乐园设施进行测试。在1985年，D798/799次列车被撤销（改为卡塞尔－贝希特斯加登），作为替代，D893次列车则获得了一节联运车厢由萨尔茨堡至卡尔斯鲁厄。此外，一个新的直通列车于同年开行，但它仅由贝希特斯加登至特里尔单向开行。夜间列车1381/1380次于1985年撤销了前往贝希特斯加登的联运车厢。1987年，由汉堡至萨尔茨堡的列车被延长至克拉根福，从而使得克恩顿快车得以撤销。由特里尔至贝希特斯加登的2894次列车也于1989年停运。在1985年，该线路再度迎来全欧快车，这是TEE16/17次，在夏季作为莱茵之金号的解编列车前往萨尔茨堡。TEE16/17次列车会在特劳恩施泰因和弗赖拉辛经停，但却跨越罗森海姆。全欧快车服务于1987年再度停运。同年，另一种列车类别，欧城列车开始在该线路中出现：欧城列车蓝龙胆号取代了原城际列车班次，并新开行了EC66/67次斯塔修斯号（Stachus）。在1988年，列车的行车时间可以得到改善，因为该线路的部分路段已经通过160公里/小时的速度审批。韦尔特湖号列车在1988年升级为城际列车、1989年又进一步转变为欧城列车。1989年还开行了由慕尼黑至格拉茨的EC16/17次列车，它被命名为罗伯特·斯托尔茨号（Robert Stolz）。同时，莫扎特号也转变为欧城列车。从慕尼黑至萨尔茨堡最快的列车此时行经全程约需时90分钟。弗赖拉辛则在1985年以3.7万人次的数量成为德国和奥地利间第二大的边境通道。
1988年，陶恩快车宣告停运。这项调整是由于列车的线路已不再合乎时代，并且上座率极低。作为替换，一班新的列车D219/218次被开行，它由奥斯滕德前往慕尼黑，并在夏季继续前往萨尔茨堡。原慕尼黑－斯普利特的部分也被替换，但心的D1219/1218次列车仅在夏季开行，并仅提供卧铺车厢。通过新推出的国际铁路通票，吸引了越来越多的游客前往希腊，因此在1989年甚至导致了一对新列车的开行：在夏季于慕尼黑至雅典间运行的D1210/1211次阿提卡号列车（Attika），从而取代了通常作为加班列车开行的希腊快车。在冬季，伊斯坦布尔-希腊快车则继续运行。至1990年代中期，大部分的国际长途列车都被停运。德国铁路则在1991年引入了钟面运输，从而使该线路开行有每小时1班的长途列车服务。然而在主要的中间站，列车只能提供每两小时1班的经停服务。由于钟面运输和航空运输的进一步发展，时至今日，所有国际化的长途列车均已停运。

#### 1991年以前的短途运输发展
罗森海姆－萨尔茨堡铁路的短途运输直至1970年都没有发生太大的改变。1964年，原有的两轴车厢被新的n-型车厢所取代，但自1966年起，旧的巴伐利亚两轴车厢又被重新投入使用，因为n-型车厢开始担当普快列车的任务。直至1968年，一对新的P241次列车才在特劳恩施泰因至弗赖拉辛间开行，但它是从慕尼黑始发，并且在抵达特劳恩施泰因之前是作为快速列车运营。该列车在1972年转换成为普快列车。而在1969年，所有的通勤列车都被转换成短途列车，通勤列车的类别被废除。1970年，由慕尼黑至贝希特斯加登的D49次列车转换成普快列车，随后又进一步改为快速列车，从而使该线路在1972年的普快列车班次变为5对。由于德国联邦铁路的财政状况在1975年恶化，特劳恩施泰因至弗赖拉辛间的一些短途列车被取消，列车服务改由巴士取代。1976年，特劳恩施泰因至弗赖拉辛之间仍保有3对短途列车班次，但除此之外每日还有10对巴士班次。普快列车服务尽管面临不利的局面仍然再次扩大，该线路在1979年共开行有7对普快列车。

#### 1991年-2013年的短途运输发展
1991年，所有的普快列车及通勤列车均改为每小时1班的区域快车服务，被称为慕尼黑－萨尔茨堡快车（München-Salzburg-Express）。自2005年以来，除了n-型车厢外，双层车厢也作为车底被投入使用。自2013年12月15日起，巴伐利亚高地铁路开始以梅里迪安的名义接管罗森海姆周边的电气化铁路，其经营范围包括慕尼黑－萨尔茨堡、慕尼黑－库夫施泰因以及慕尼黑－霍尔茨基兴－罗森海姆。这些服务应主要使用新造的施泰德Flirt 3型电力动车组担当。但由于技术缺陷及未获审批，它们目前只能由德国铁路提供的n-型车厢、Metronom提供的双层车厢或由奥地利联邦铁路提供的城市穿梭车厢担当替代车底。

### 当代
罗森海姆－萨尔茨堡铁路在当代运行有大量的短途列车、长途列车及货运列车。

#### 短途运输
在慕尼黑总站至萨尔茨堡总站间开行有纵贯整条线路的短途列车。从罗森海姆至特劳恩施泰因则另有每日1对的列车行驶。此外在弗赖拉辛至萨尔茨堡之间还是萨尔茨堡S-Bahn3号线及4号线的组成部分，因此在这一路段的列车发车间隔仅为每20分钟1班。部分由米尔多夫驶来的区域列车班次也会经由弗赖拉辛继续前往萨尔茨堡。
| 列车类别 | 运行线路                                                         | 发车频率  |
| -------- | ---------------------------------------------------------------- | --------- |
| M        | 慕尼黑－罗森海姆－特劳恩施泰因－弗赖拉辛－萨尔茨堡               | 每小时1班 |
| RB       | （兰茨胡特－）米尔多夫－弗赖拉辛－萨尔茨堡                       | 每日1班   |
| S3       | 巴特赖兴哈尔－弗赖拉辛－萨尔茨堡－戈灵－阿布特瑙－（萨尔费尔登） | 每小时1班 |

#### 长途运输
经由法兰克福－萨尔茨堡线路运行的欧城列车发车频率为每两小时1班，它在罗森海姆至萨尔茨堡之间会经停普林、特劳恩施泰因和弗赖拉辛。自2008年的时刻表调整起，这些列车会经由萨尔茨堡进一步交替延长至格拉茨和克拉根福。同时奥地利联邦铁路也提供每小时1班由慕尼黑发往奥地利及匈牙利目的地的锐捷列车服务，它在慕尼黑总站及萨尔茨堡总站之间不设停站。此外，还有1对由汉堡至贝希特斯加登的城际列车国王湖号也经由这条线路运行。
奥地利联邦铁路也会在这条线路上开行每小时1班的奥地利本土班次，其中在萨尔茨堡－罗森海姆（－库夫施泰因）之间不设停站，部分加开列车还会补充至在维也纳－萨尔茨堡－因斯布鲁克－福拉尔贝格间运行的长途列车。
在2008年的时刻表调整中，首班锐捷列车开始在布达佩斯、维也纳和慕尼黑之间开行。
| 列车类别 | 运行线路 | 运行线路 | 发车频率    |
| -------- | --- | --- | ----------- |
| IC 26    | 国王湖号： 汉堡-阿尔托纳－汉堡－汉诺威－哥廷根－卡塞尔－富尔达－维尔茨堡－奥格斯堡－慕尼黑东－罗森海姆－贝希特斯加登                                    | 国王湖号： 汉堡-阿尔托纳－汉堡－汉诺威－哥廷根－卡塞尔－富尔达－维尔茨堡－奥格斯堡－慕尼黑东－罗森海姆－贝希特斯加登                                    | 每日1班     |
| EC 32    | 韦尔特湖号： （明斯特－）多特蒙德－埃森－杜塞尔多夫－科隆－科布伦茨－法兰克福－曼海姆－海德堡－斯图加特－奥格斯堡－慕尼黑－罗森海姆－萨尔茨堡－克拉根福 | 韦尔特湖号： （明斯特－）多特蒙德－埃森－杜塞尔多夫－科隆－科布伦茨－法兰克福－曼海姆－海德堡－斯图加特－奥格斯堡－慕尼黑－罗森海姆－萨尔茨堡－克拉根福 | 每日1班     |
| EC 60    | 卡尔斯鲁厄－斯图加特－乌尔姆－奥格斯堡－慕尼黑－罗森海姆－萨尔茨堡                                                                                      | 卡尔斯鲁厄－斯图加特－乌尔姆－奥格斯堡－慕尼黑－罗森海姆－萨尔茨堡                                                                                      | 每日1班     |
| EC 62    | 法兰克福－海德堡－ | 斯图加特－乌尔姆－奥格斯堡－慕尼黑－萨尔茨堡（－克拉根福/格拉茨/林茨）                                                                                  | 每两小时1班 |
| EC 62    | 萨尔布吕肯－曼海姆－ | 斯图加特－乌尔姆－奥格斯堡－慕尼黑－萨尔茨堡（－克拉根福/格拉茨/林茨）                                                                                  | 每两小时1班 |
| RJ 90    | 慕尼黑－（罗森海姆－）萨尔茨堡－维也纳西－布达佩斯东 | 慕尼黑－（罗森海姆－）萨尔茨堡－维也纳西－布达佩斯东 | 每两小时1班 |
| RJ       | （苏黎世－布雷根茨－） 布卢登茨－因斯布鲁克－萨尔茨堡－维也纳－布达佩斯                                                                                 | （苏黎世－布雷根茨－） 布卢登茨－因斯布鲁克－萨尔茨堡－维也纳－布达佩斯                                                                                 | 每两小时1班 |

## 未来
由于该线路也是全欧交通网络17号轴线（欧洲中轴线，由巴黎－布达佩斯/布拉迪斯拉发）的组成部分，这可能会导致进一步的改造措施。它主要由奥地利联邦铁路推行，并希望通过改造后将萨尔茨堡至慕尼黑的行车时间可由如今的1.5小时缩短为1小时。